# Aleuritopteris dubia
Aleuritopteris dubia är en kantbräkenväxtart som först beskrevs av Hope, och fick sitt nu gällande namn av Ren-Chang Ching. Aleuritopteris dubia ingår i släktet Aleuritopteris och familjen Pteridaceae. Inga underarter finns listade.